# Ryan Newman
Ryan Whitney Newman (Manhattan Beach, 24 aprile 1998) è un'attrice, doppiatrice, cantante e modella statunitense.

## Biografia
Ryan Withney Newman nasce a Manhattan Beach, nello stato della California. Ha una sorella maggiore di nome Jessica nata il 10 giugno 1995.

## Carriera
Ha fatto le sue prime apparizioni cinematografiche, all'età di sette anni nei film Capitan Zoom - Accademia per supereroi e come doppiatrice nel film d'animazione Monster House.
Sul piccolo schermo invece, è apparsa in diverse stagioni di show di successo della Disney, tra cui Hannah Montana, nel ruolo della giovane Miley, e Buona fortuna Charlie. In seguito, è apparsa nel ruolo di Ginger Falcone, la sorella minore di Zeke nella serie televisiva Zeke e Luther sul canale Disney XD.
Nel 2010, ha vinto il Young Artist Award per la migliore interpretazione in una serie televisiva come attrice protagonista, davanti a Miley Cyrus per Hannah Montana e Miranda Cosgrove per iCarly.
Nel 2012, ha avuto il ruolo principale di Emily Hobbs nella serie televisiva See Dad Run, che ha debuttato su Nick at Nite, il 6 ottobre 2012. Sul set ha conosciuto Jack Griffo e i due hanno dato inizio a una relazione che è durata 4 anni, ma nell'agosto 2016 la coppia si è sciolta.
Alla fine di luglio 2014 ha viaggiato in Cambogia, a sostegno di Heifer International.
Dal 2015 al 2018 ha recitato nel telefilm i Thunderman nel ruolo di Allison.

## Filmografia

### Attrice

#### Cinema
- Capitan Zoom - Accademia per supereroi (Zoom), regia di Peter Hewitt (2006)
- Lower Learning, regia di Mark Lafferty (2008)
- La suora del peccato (Bad Sister), regia di Doug Campbell (2015)
- Super Novas, regia di Anthony Meindl (2016)
- The Thinning, regia di Michael J. Gallagher (2016)

#### Televisione
- Hannah Montana - serie TV, episodi 1x25-2x05 (2007)
- Zack e Cody al Grand Hotel (The Suite Life of Zack and Cody) - serie TV, 1 episodio (2007)
- Zeke e Luther (Zeke and Luther) - serie TV, 54 episodi (2009-2012)
- Buona fortuna Charlie (Good Luck Charlie) - serie TV, episodi 1x12 (2010)
- Un papà da Oscar (See Dad Run) - serie TV, 50 episodi (2012-2014)
- Big Time Rush - serie TV, 1 episodio (2013)
- I Thunderman (The Thundermans) - serie TV, 9 episodi (2015-2018)
- Sharknado 3 (Sharknado 3: Oh Hell No!), regia di Anthony C. Ferrante – film TV (2015)
- Sharknado 4, regia di Anthony C. Ferrante - film TV (2016)
- L'ultimo Sharknado - Era ora! (The Last Sharknado: It's About Time), regia di Anthony C. Ferrante - film TV (2018)

### Cortometraggi
- The Call, regia di Stephen Messer (2012)
- How We Work 2, regia di Anthony Meindl (2016)

### Doppiatrice
- Monster House, regia di Gil Kenan - film d'animazione (2006)

## Doppiatrici italiane
Nelle versioni in italiano delle opere in cui ha recitato, Ryan Newman è stata doppiata da:
- Elena Liberati in Sharknado 3, Sharknado 4
- Agnese Marteddu in Zeke e Luther
- Patrizia Mottola in I Thunderman
- Katia Sorrentino in Un papà da Oscar

## Premi e riconoscimenti
- Young Artist Award
  - 2010 - Migliore interpretazione in una serie TV da un'attrice protagonista (Vinto)

## Discografia

### Singoli
| Anno | Canzone           | Note                                                        |
| ---- | ----------------- | ----------------------------------------------------------- |
| 2010 | "If You Wanna Go" | Cantata nel 2010 al Wyland Green Fair a Boca Raton, Florida |
| 2010 | "Crush On You"    | Cantata nel 2010 al Wyland Green Fair a Boca Raton, Florida |